# Coma etílic
El coma etílic és un estat de coma a causa d'una sobredosi d'alcohol. És una urgència mèdica, ja que el coma etílic produeix l'aturada de totes les funcions del cervell i la persona que la pateix en principi només manté la respiració i l'activitat del cor gràcies a l'activitat del bulb raquidi. Així tot, en casos d'ingesta extrema d'alcohol, el coma etílic pot produir la mort per respiració insuficient o aturada de la respiració.
La causa principal del coma etílic és l'embriaguesa o intoxicació greu per alcohol, que ocorre en consumir grans quantitats d'alcohol (begudes alcohòliques, colònia, alcohol de farmàcia, etc.) en un interval de temps curt. Els primers símptomes són la disminució de la visió i dels reflexos, sobreestimació de les pròpies facultats i eufòria. Posteriorment, la persona intoxicada actua bruscament, perdent el control del comportament. Això ve seguit d'una fase de depressió del sistema nerviós i apatia, i finalment la persona cau en estat de coma.
La quantitat i el temps d'alcohol que porten a una persona a coma etílic depèn de la persona (edat, pes, massa corporal, metabolisme, etc.) i de factors circumstancials que poden influir en la quantitat d'alcohol que arriba a la sang. El coma etílic apareix quan la concentració d'alcohol a la sang és superior a 300 mg d'alcohol per a cada 100 ml de sang.

## Tractament
Un cop l'alcohol ha arribat a la sang, aquest no minva ni vomitant ni fent exercici. Per tant, aquesta mena d'accions no serveixen per a prevenir el coma etílic ni els altres efectes negatius del consum excessiu d'alcohol.
Quan una persona cau en coma etílic cal trucar a urgències immediatament, posar-li el cap de costat per a evitar l'asfíxia amb els propis vòmits, abrigar-la per a evitar que mori de fred (hipotèrmia) i no deixar-la mai sola.
Una vegada en un servei mèdic, el tractament inclou controlar que la persona no mori ofegada pel propi vòmit, que podria ser aspirat pels bronquis, i que no minvi massa la quantitat de glucèmia a la sang, és a dir, evitar la hipoglucèmia. A més hom aplica vitamines (B1 o tiamina, i B6 o piridoxina) a través dels músculs.